# Verduzzo trevigiano
Ne doit pas être confondu avec Verduzzo Friulano.
Le verduzzo trevigiano est un cépage italien de raisins blancs.

## Origine et répartition géographique
Il provient du nord de l’Italie.
Il est classé cépage d'appoint en DOC Lison Pramaggiore et Vini del Piave. Il est classé recommandé dans les provinces Trévise et Venise en Vénétie et autorisé dans la province de Pordenone en Frioul-Vénétie Julienne. En 1998, il couvrait 2.575 ha.

## Caractères ampélographiques
- Extrémité du jeune rameau duveteux vert blanchâtre à bords bronzés.
- Jeunes feuilles aranéeuses, vert bronzé, duveteux blanchâtre en dessous.
- Feuilles adultes, à 5 lobes avec des sinus supérieurs en U profonds, un sinus pétiolaire en U ouvert, des dents ogivales, étroites, en deux séries, un limbe vert clair, feutré.

## Aptitudes culturales
La maturité est de troisième époque tardive à quatrième époque hâtive : 35 - 40 jours après le chasselas.

## Potentiel technologique
Les grappes sont moyennes à grandes et les baies sont de taille moyenne. La grappe est cylindro-conique et ailée. Le cépage est de bonne vigueur et de bonne production assez régulier.
Il est utilisé à la vinification. Les vins blancs sont d'une couleur jaune pâle, agréable et assez alcoolique. Il est souvent assemblé avec d'autres cépages comme le Verduzzo Friulano.

## Synonymes
Verduz, verduza, verduzo, verduzz, verduzzo, verduzzo di motta, verduzzo verde.

## Sources
1. ↑  http://www.vivc.de/datasheet/dataResult.php?data=12977 « Copie archivée » (version du 3 mars 2016 sur Internet Archive)